# Metro Klub
A Metro Klub a hatvanas években Budapest kultikus szórakozóhelyeként vált ismertté. A Dohány utca 22-24. szám alatt megtalálható épületben működött. A Metro Klubban alakult meg a Metro együttes.

## A Metro Klub helyszínei
A Metro Klub korábbi helyszínei:
- Irányi utca
- Petőfi Sándor utca
- Rákóczi út 66.

1966-ban költözött az egykori Árkád Bazár épületébe.

## Az épület története
1908-ban nyílt meg az épület, amelyben a Késmárky és Illés játékáruház kezdte meg a működését. A korabeli lapok így írtak az áruházról: "A villamos fényárban csillogó fayance-díszítéssel kirakott áruház előtt a fővárosi közönség gyönyörködik, azt képzeli, hogy a mesék országában tündérpalota előtt áll, melynek ablakaiból ezer aranyhajú baba mosolyog le reája."

## A Metro Klub története
A kettes metrónak 1953-ra kellett volna elkészülnie, de az építkezést le kellett állítani és a metrovonal építése 1963-ig szünetelt. Ebben az évben november 14.én született meg a határozat, amelynek értelmében 1973-ig kell elkészülni az építkezéssel. Az Árkád Bazár épületét a Közlekedési Építő Vállalatnak utalták. Az építőmunkások számára szórakoztatóközpontot szerettek volna létesíteni ezért ide költözött a Metro Klub.

## Metro Klub megjelenése a kultúrában

### Extázis 7-től 10-ig
Kovács András által rendezett dokumentumfilm a magyar beatmozgalomról szól. Az alkotók a beatmozgalom híveit és ellenzőit is bemutatják. Részben a Metro Klubban készítették a filmet.
“Akkoriban készültem a Staféta című filmre is, ami szintén fiatalokkal foglalkozik. Az irónia mellett komoly hiányérzetem is volt, sőt elégedetlen voltam. Én még népi kollégista voltam, és mi még azt énekeltük, hogy »Holnapra megforgatjuk az egész világot!«. Ez volt a Népi Kollégiumok Országos Szövetségének indulójában. Tehát egy erőteljes társadalmi átalakulásban gondolkodtunk, ami egyszerre jelentett földreformot, az ipar államosítását, a népi írók törekvéseit, tehát „szocialisztikus” elképzelések sokaságát. Az akkori fiatalokat viszont mindez nem érdekelte. Ez a szociális beállítottság, ami bennünket, volt népi kollégistákat jellemzett, már nem létezett, bár – a NÉKOSZ-t talán ’49-ben oszlatták fel, és most ’69-ben tartunk – húsz év valóban eltelt a kettő között. Az irónia éppen azt fejezte ki, hogy ez a generáció a valódi dolgokkal már nem foglalkozik, hanem este héttől tízig – innen a cím – van valamilyen (zenei) elfoglaltsága, ami korlátozott, ami nem hatja át teljesen az ő mindennapjaikat.” (…) “Mint mondtam, az Extázisban van egy adag irónia. Bizonyos mértékig azért is kértem kölcsön Vitányi Ivántól ezt a címet, mert ő is »távolról« nézte a fiatalokat, mint én, nem azonosult a fiatal tömeggel, amely megtöltötte a koncerttermeket. Mi már idősebbek voltunk. Objektívan akartam megjeleníteni a beat-jelenséget, és mint társadalmi problémára akartam rá reflektálni.” - nyilatkozta a rendező a filmről.
A film alkotói:
- RENDEZŐ: Kovács András
- FORGATÓKÖNYVÍRÓ: Kovács András
- OPERATŐR: Bíró Miklós
- VÁGÓ: Láng Mária

### Egy este a Metro Klubban
A Metro Klubban rögzítették a magyar könnyűzene történelmének első koncertalbumát. A rögzítés időpontja: 1970. május 31.

#### Kiadások
| Év   | Kiadó            | Formátum | Sorszám               | Megjegyzések                      |
| ---- | ---------------- | -------- | --------------------- | --------------------------------- |
| 1970 | MHV Qualiton     | LP       | SLPX 17417            |                                   |
| 1992 | Hungaroton Mega  | LP       | SLPM 37613 (92/M-043) | A Metro együttes összes felvétele |
| 1991 | Hungaroton Vivát | CD       | HCD 37405             |                                   |
| 2000 | Hungaroton Mambo | CD       | HCD 17417             |                                   |

#### Közreműködők
- Sztevanovity Zorán – ének, gitár
- Sztevanovity Dusán – ritmusgitár
- Frenreisz Károly – ének, basszusgitár
- Fogarasi János – billentyűs hangszerek, vokál
- Brunner Győző – dob, ütőhangszerek

#### A bónuszdalokon
- Sztevanovity Zorán – ének, gitár
- Sztevanovity Dusán – ritmusgitár, vokál
- Schöck Ottó – billentyűs hangszerek
- Rédey Gábor (12–17) – basszusgitár, vokál
- Veszelinov András (12–17) – dob, ütőhangszerek
- Frenreisz Károly (18–20) – ének, basszusgitár, szaxofon
- Brunner Győző (18–20) – dob, ütőhangszerek

### A magyar beat aranykora
5 darab cd lemezből álló válogatáslemez. 1997-ben jelent meg a Reader’s Digest kiadásában. A lemez előadói:
- Koncz Zsuzsa
- Illés
- Zorán és a Metró együttes
- Omega
- Kovács Kati
- Bergendy-együttes
- Máté Péter

## Jelenleg
A rendszerváltás után az épületben butikok, kávézók működtek. Jelenleg Metro Club Theatre néven működik szórakozóhely az egykori Metro Klub helyén.